# Wapen van Tzummarum

Wapen van Tzummarum

Het wapen van Tzummarum is het dorpswapen van het Nederlandse dorp Tzummarum, in de Friese gemeente Waadhoeke. Het wapen werd in 2012 geregistreerd.

## Beschrijving
De blazoenering van het wapen in het Fries luidt als volgt:
yn read in sulveren swurd mei in gouden hânfetsel, rjochts beselskippe fan in botfisk en lofts fan in leelje, alles fan goud; in blau skyldhaad, belein mei in gouden nôtier, mei de stâle nei lofts.
de Nederlandse vertaling luidt als volgt:
in rood een zilveren zwaard met een gouden handvat, rechts vergezeld van een botvis en links van een lelie, alles van goud; een blauw schildhoofd, belegd met een gouden korenaar, met de steel naar links.
De heraldische kleuren zijn: keel (rood), zilver (zilver), goud (goud) en azuur (blauw).

## Symboliek
- Zwaard: symbool voor Martinus van Tours, patroonheilige van de Sint-Martinuskerk van Tzummarum.[1]
- Bot: staat voor de visvangst.[1]
- Fleur de lis: ontleend aan het wapen van het geslacht Roorda dat westelijk van het dorp een state bewoonde.[1]
- Korenaar: verwijst naar het wapen van Barradeel, de gemeente waar het dorp eertijds tot behoorde.[1]

Het wapen van Barradeel.

## Zie ook

Vlag van Tzummarum